# A Menina do Sexo Diabólico
A Menina do Sexo Diabólico, relançado posteriormente sob o nome de A Curra, é um filme brasileiro de sexo explícito realizado na Boca do Lixo de São Paulo em 1987 e dirigido e produzido por Mário Lima. Foi rodado parcialmente nas cidades de Descalvado e Porto Ferreira.

## Sinopse
Vânia, uma moça virgem, decide ir para a fazenda de seus tios para se esquecer de uma decepção amorosa, lá se envolve com um primo e é vitima de um violento estupro.

## Elenco
- Makerley Reis como Vânia
- Walter Gabarron
- Elza Leonetti
- Nelson Magalhães
- Marthus Mathia